# 光叶箭竹
光叶箭竹（学名：Fargesia glabrifolia）为禾本科箭竹属下的一个种。

## 扩展阅读
- 維基物種上的相關：光叶箭竹